# Boulder (Utah)
Boulder es un pueblo situado en el condado de Garfield, en Utah, Estados Unidos. Tiene una población estimada, a mediados de 2023, de 243 habitantes.
Ubicado en la base del montaña Boulder y dentro del Monumento Nacional Grand Staircase-Escalante, la localidad está rodeada de cañones multicolores, colinas y mesetas. Estas características llevaron a la Administración Federal de Carreteras a nombrar a la Scenic Byway 12, que atraviesa el pueblo, como uno de los tramos de carretera más bellos del país.
En el Museo del Parque Estatal Anasazi se explorar una réplica de seis habitaciones de una antigua vivienda y ver artefactos de la aldea ancestral Anasazi.

## Geografía
La localidad está ubicada en las coordenadas 37°55′22″N 111°25′55″O / 37.92278, -111.43194 (37.922785, -111.431854). Según la Oficina del Censo, la localidad tiene una superficie de 54.25 km², correspondientes en su totalidad a tierra firme.

## Demografía

### Censo de 2020
Según el censo de 2020, en ese momento la localidad tenía una población de 227 habitantes. La densidad de población era de 4.18 hab./km². Había 172 viviendas, lo que representa una densidad de 3.2/km². El 87.67% de los habitantes eran blancos, el 1.76% eran amerindios, el 2.64% eran asiáticos, el 1.76% eran de otras razas y el 6.17% eran de una mezcla de razas. Del total de la población, el 3.52% eran hispanos o latinos de cualquier raza.

### Estimación 2018-2022
De acuerdo con la estimación 2018-2022 de la Oficina del Censo, el 21.0% de los habitantes tiene menos de 18 años, el 41.8% tiene entre 18 y 64 años, y el 37.2% tiene 65 años o más. La edad media es de 42.6 años.
Los ingresos medios de los hogares de la localidad son de $49,148 y los ingresos medios de las familias son de $56,875. Aproximadamente el 12.2% de la población está por debajo de la línea de pobreza, entre ellos el 19.1% de quienes tienen 65 años o más. No hay menores de 18 años por debajo de la línea de pobreza.